# 野村知沙
野村 知沙（のむら ちさ、1989年12月13日 - ）は、日本の元子役。群馬県出身。

## 来歴・人物
- 劇団東俳[1]に所属していた。
- 1997年当時の特技は鉄棒・縄跳び[1]。

## 出演作品

### テレビドラマ
- 愛とは決して後悔しないこと 第6話（TBS, 1996年2月16日）
- 賢治のほほえみ（NHK, 1996年7月11日）
- LOVE AND LIE 義務と演技（TBS, 1996年10月10日 - 12月19日）
- 金のたまご （TBS, 1997年7月3日 - 9月18日）- 桜井 まりも 役
- 徳川慶喜 （NHK, 1998年1月4日 - 12月13日）- さくら 役
- すずらん （NHK, 1999年4月5日 - 10月2日）- 日高 遥（少女期）役
- 救急戦隊ゴーゴーファイブ 第17話（ANB, 1999年6月13日）- 沢口 えりか 役
- しくじり鏡三郎 第18話（NHK, 1999年7月20日）
- 葵　徳川三代 第9話（NHK, 2000年3月5日）- 完子（幼少期）役
- 手塚治虫・愛の物語（放映年月日不明）